# Ellipteroides (Progonomyia) balzapambae
Ellipteroides (Progonomyia) balzapambae is een tweevleugelige uit de familie steltmuggen (Limoniidae). De soort komt voor in het Neotropisch gebied.